# Maria del Mar Bonet
Maria del Mar Bonet i Verdaguer (Palma de Mallorca, 27 de abril de 1947) es una cantante y compositora española en lengua catalana, con una larga trayectoria de investigación en las músicas populares de las islas Baleares, Cataluña, y de todo el entorno mediterráneo.

## Biografía
Hija del escritor y periodista Juan Bonet (1917-1991) y hermana del también cantautor Joan Ramon Bonet, estudió cerámica en la escuela palmesana de artes y oficios y en la Massana, pero acabó dedicándose a la canción. Llegó a Barcelona en 1967, donde empezó a cantar con Els Setze Jutges y formó parte del movimiento de la Nova Cançó. 
Desde entonces ha editado discos de música folk en catalán. Además ha realizado diversos conciertos en diferentes puntos de Europa, el norte de África, Estados Unidos, Japón e Iberoamérica, además de participar en el campo de investigación de nuevas formas artísticas.
Entre sus primeros éxitos se encuentran las grabaciones de Què volen aquesta gent?, su canción más contestataria y su versión de L'àguila negra, original de la francesa Barbara, que junto a No voldria res més ara consigue ser Disco de Oro en España en 1971. La canción Què volen aquesta gent? fue compuesta por Maria del Mar Bonet y Lluis Serrahima en recuerdo de lo que le ocurrió al estudiante madrileño y militante antifranquista Rafael Guijarro Moreno en enero de 1967. En esa fecha murió a causa de la caída desde el balcón de su casa en un sexto piso cuando la policía efectuaba un registro en su domicilio. La canción editada al año siguiente se convirtió en uno de los himnos del antifranquismo.
En 1974 pone música a poemas de Bartomeu Rosselló-Pòrcel y Joan Alcover, canciones recogidas en su tercer disco, en el que cuenta con una estrecha colaboración del cantautor madrileño Hilario Camacho y que será editado con una portada realizada ex-profeso por Joan Miró. En ese año sufrió una breve detención tras descubrirse en su casa propaganda ilegal.
Desde 1988 actúa periódicamente con el pianista Manel Camp, reinterpretando en clave de jazz canciones propias y de otros autores (Ira y George Gershwin, Miquel Àngel Riera, etc.), recogidas en sendos discos publicados en 1989 y 2011.
En 1993 dedica un álbum a la obra de Mikis Theodorakis con letras adaptadas al catalán y en 1995 publica Salmaia, que incorpora canciones del compositor turco Zülfü Livaneli.
En 2007 es galardonada con la Medalla de Honor del Parlamento de Cataluña en reconocimiento a su labor durante la etapa de Els Setze Jutges y edita su disco Terra secreta, que ya había presentado en directo desde 2006 y en el que hace un homenaje a algunos compañeros de la cançó.
En 2007 colabora con Miguel Poveda en un trabajo conjunto que no se llegó a publicar en disco y que presentaron el 4 de mayo de 2007 en Nueva York con el título Els treballs i els dies (Los trabajos y los días) en el Auditorio del Metropolitan Museum, el concierto es uno de los actos del programa cultural Made in CataluNYa, Catalan Culture in New York. El espectáculo se presenta también en el Festival Grec de Barcelona el 24 de julio de 2007, forma parte del acto institucional de la Diada Nacional de Cataluña el 11 de septiembre en el Parque de la Ciutadella de Barcelona, también se presenta en el Mercat de Música Viva de Vic (Barcelona) el 12 de septiembre. El 13 de octubre de 2007 cantan en la Sala Mozart de la Alte Oper de Fráncfort en Alemania y el 20 de enero de 2008 en Palma de Mallorca.
En 2012 es nombrada doctora honoris causa por el Consejo de Gobierno de la Universidad de las Islas Baleares.
En 2013 participó en el Concierto por la Libertad. Ha colaborado tanto en actuaciones en directo como en grabaciones discográficas con multitud de artistas de diferentes estilos, tales como Lluís Llach, Ovidi Montllor, Quico Pi de la Serra, Milton Nascimento, Nacho Duato, Manolo García, Martirio, Georges Moustaki, Amancio Prada, Dulce Pontes, María Farantoúri, Milva, Quilapayún (facción Francia), Haris Alexiou o Loquillo, entre otros.

## Discografía
- Maria del Mar Bonet 1970
- Maria del Mar Bonet 1971
- Maria del Mar Bonet 1974
- A l'Olympia 1975 Directo en el Teatro Olympia de París.
- Cançons de festa 1976
- Alenar 1977
- Saba de terrer 1979
- Quico-Maria del Mar (con Francesc Pi de la Serra) 1979
- Sempre 1981
- L'àguila negra 1981
- Jardí tancat 1981[10]
- Breviari d'amor 1982
- Cançons de la nostra mediterrània (con Al Tall) 1982
- Anells d'aigua 1985[11]
- Gavines i dragons 1987
- Ben a prop (con Manel Camp) 1989
- Bon viatge faci la cadernera 1990
- Coreografies 1990[12]
- El·las 1993
- Salmaia 1995
- Primeres cançons 1997
- El cor del temps 1997
- Cavall de foc 1999
- Raixa 2001[13][14]
- Cants d'Abelone (con Rafael Subirachs) 2001
- Collita pròpia 2003
- Amic, amat 2004
- Terra Secreta 2007
- Bellver 2010
- Blaus de l'ànima. Més de 20 anys ben a prop (con Manel Camp) 2011
- Fira encesa. Canta Bartomeu Rosselló-Pòrcel 2013
- Esencial (recopilatori 2 CD) 2014
- Ultramar 2017
- Maria del Mar Bonet amb Borja Penalba (En directe) 2020
- A l'Olympia. 50 anys 2025 Directo en el Teatro Olympia de París

### Colectivos
- Canto por el cambio (2004)

### Colaboraciones
- A Palau (2003)

## Premios y reconocimientos
- 1972: Premio I Gavina de la Costa Dorada
- 1974: Premio Siurell de Plata, “Última Hora” de Mallorca.
- 1974: Premio Long Play de Oro 1974
- 1977: Fotogramas de Plata a la mejor actividad musical
- 1984: Premio Cruz de San Jorge de la Generalidad de Cataluña.
- 1984: Premio de la Academia Charles Cross al mejor disco extranjero editado en Francia.
- 1990: Premio Gabriel Alomar i Villalonga de los Premis 31 de Desembre de la Obra Cultural Balear.
- 1992: Premio Nacional de Música de la Generalidad de Cataluña.
- 1995: Premio Arts Magna de la Casa Catalana de Mallorca.
- 1996: Premio al mejor trabajo discográfico por Salmaia, revista L’Espectacle.
- 1997: Medalla de la Ciudad del Ayuntamiento de Palma de Mallorca.
- 1999: Premio Ramon Llull del Gobierno de las Islas Baleares.
- 1999: Premi Alzina del GOB.
- 2000: Premio a la Mejor Canción en Catalán por "Com un mirall" de la IV Edición de los Premios de la Música.
- 2002: Premio al Mejor Álbum de Música Tradicional-Folk por "Raixa" de la VI Edición de los Premios de la Música.
- 2002: Mejor Álbum en Catalán por "Raixa" de la VI Edición de los Premios de la Música.
- 2002: Premio Altaveu 2002.
- 2002: Premio Enderrock de la crítica al mejor álbum Folk-Noves Músiques.
- 2003: Premio Luigi Tenco 2003, de Italia.
- 2003: Premio ARC a la trayectoria artística.
- 2004: Medalla de Oro de Palma de Mallorca.
- 2005: Premio de Música Ciutat de Barcelona por "Amic, Amat"
- 2005: Se proclama, día 5 de agosto, día de María del Mar Bonet en Providence, (Rhode Island) EE. UU.
- 2006: Premio Bartomeu Ensenyat.
- 2006: Medalla de Oro de la Ciudad de Barcelona.
- 2007: Medalla de Oro del Parlamento de Cataluña a Els Setze Jutges.
- 2008: Premio Maria Carta de Cerdeña.
- 2009: Doctorado honoris causa por la Universidad de Lérida.
- 2010: Socarrada Mayor 2010 por la Asociación Cultural "Socarrats" de Villareal.
- 2011: Medalla de Oro al Mérito en las Bellas Artes.[15]
- 2011: Miquelet de Honor por la Sociedad Coral el Micalet de Valencia.
- 2017: Medalla de Oro de la Comunidad Autónoma de Baleares.[16]
- 2019: Premio Especial del Jurado Martí Gasull i Roig
- 2020: Premio Nacional de Cultura 2020 de la Generalidad de Cataluña, en reconocimiento a su trayectoria artística.[17]